# العلاقات الزيمبابوية القطرية
العلاقات الزيمبابوية القطرية هي العلاقات الثنائية التي تجمع بين زيمبابوي وقطر.

## مقارنة بين البلدين
هذه مقارنة عامة ومرجعية للدولتين:
| وجه المقارنة                                              | زيمبابوي | قطر           |
| --------------------------------------------------------- | --- | ------------- |
| المساحة (كم2)                                             | 390.76 ألف | 11.44 ألف     |
| عدد السكان (نسمة)                                         | 16.53 مليون | 2.64 مليون    |
| الكثافة السكانية (ن./كم²)                                 | 42.3 | 230.77        |
| العاصمة                                                   | هراري | الدوحة        |
| اللغة الرسمية                                             | لغة إنجليزية، اللغة الشونا، النديبيلية الشمالية ‏، لغة الشيشيوا، Barwe ‏، Kalanga language ‏، Tshwa language ‏، النداو ‏، اللغة التسونجا، لغة الإشارة الزيمبابوية ‏، اللغة السوتية، تونغا ‏، اللغة التسوانية، اللغة الفيندية، اللغة الكوسية | اللغة العربية |
| العملة                                                    | دولار أمريكي | ريال قطري     |
| الناتج المحلي الإجمالي (بليون دولار)                      | 17.85 مليار | 167.61 مليار  |
| الناتج المحلي الإجمالي (تعادل القوة الشرائية) بليون دولار | 27.88 مليار | 316.40 مليار  |
| الناتج المحلي الإجمالي الاسمي للفرد دولار أمريكي          | 924 | 73.65 ألف     |
| الناتج المحلي الإجمالي للفرد دولار أمريكي                 | 1.79 ألف | 141.54 ألف    |
| مؤشر التنمية البشرية                                      | 0.509 | 0.850         |
| رمز المكالمات الدولي                                      | +263 | +974          |
| رمز الإنترنت                                              | .zw | .qa           |
| المنطقة الزمنية                                           | ت ع م+02:00 | ت ع م+03:00   |

## منظمات دولية مشتركة
يشترك البلدان في عضوية مجموعة من المنظمات الدولية، منها:
| علم المنظمة | اسم المنظمة                               | تاريخ انضمام زيمبابوي | تاريخ انضمام قطر |
| ----------- | ----------------------------------------- | --------------------- | ---------------- |
|             | الأمم المتحدة                             | 25 أغسطس 1980         | 21 سبتمبر 1971   |
|             | منظمة التجارة العالمية                    | ?                     | ?                |
|             | منظمة الشرطة الجنائية الدولية             | ?                     | ?                |
|             | المركز الدولي لتسوية المنازعات الاستشارية | 19 يونيو 1994         | 20 يناير 2011    |
|             | الاتحاد الدولي للاتصالات                  | 10 فبراير 1981        | 27 مارس 1973     |
|             | البنك الدولي للإنشاء والتعمير             | 29 سبتمبر 1980        | 25 سبتمبر 1972   |
|             | الاتحاد البريدي العالمي                   | ?                     | ?                |
|             | منظمة حظر الأسلحة الكيميائية              | ?                     | ?                |
|             | مؤسسة التمويل الدولية                     | 29 سبتمبر 1980        | 11 أكتوبر 2008   |
|             | وكالة ضمان الاستثمار متعدد الأطراف        | 10 أبريل 1992         | 22 أكتوبر 1996   |
|             | يونسكو                                    | 22 سبتمبر 1980        | 27 يناير 1972    |

## وصلات خارجية
- موقع وزارة الخارجية الزيمبابوية
- موقع وزارة الخارجية القطرية